# Zidanta I
Zidanta I fue un rey de Hatti que gobernó a mediados del siglo XVI a. C.

## Biografía
Yerno de su antecesor, Hantili I, participó en el asesinato de Mursili I  que permitió a su suegro alcanzar el poder. Transcurridos treinta años de reinado de Hantili I, asesinó a este y a algunos de sus descendientes para alcanzar el trono hitita.
No se conoce mucho de su reinado, ya que no han quedado pruebas documentales y fue rápidamente asesinado por su hijo, Ammuna.